# Corydalis kingdonis
Corydalis kingdonis är en vallmoväxtart som beskrevs av Airy-shaw. Corydalis kingdonis ingår i släktet nunneörter, och familjen vallmoväxter. Inga underarter finns listade i Catalogue of Life.